# ウダーイン

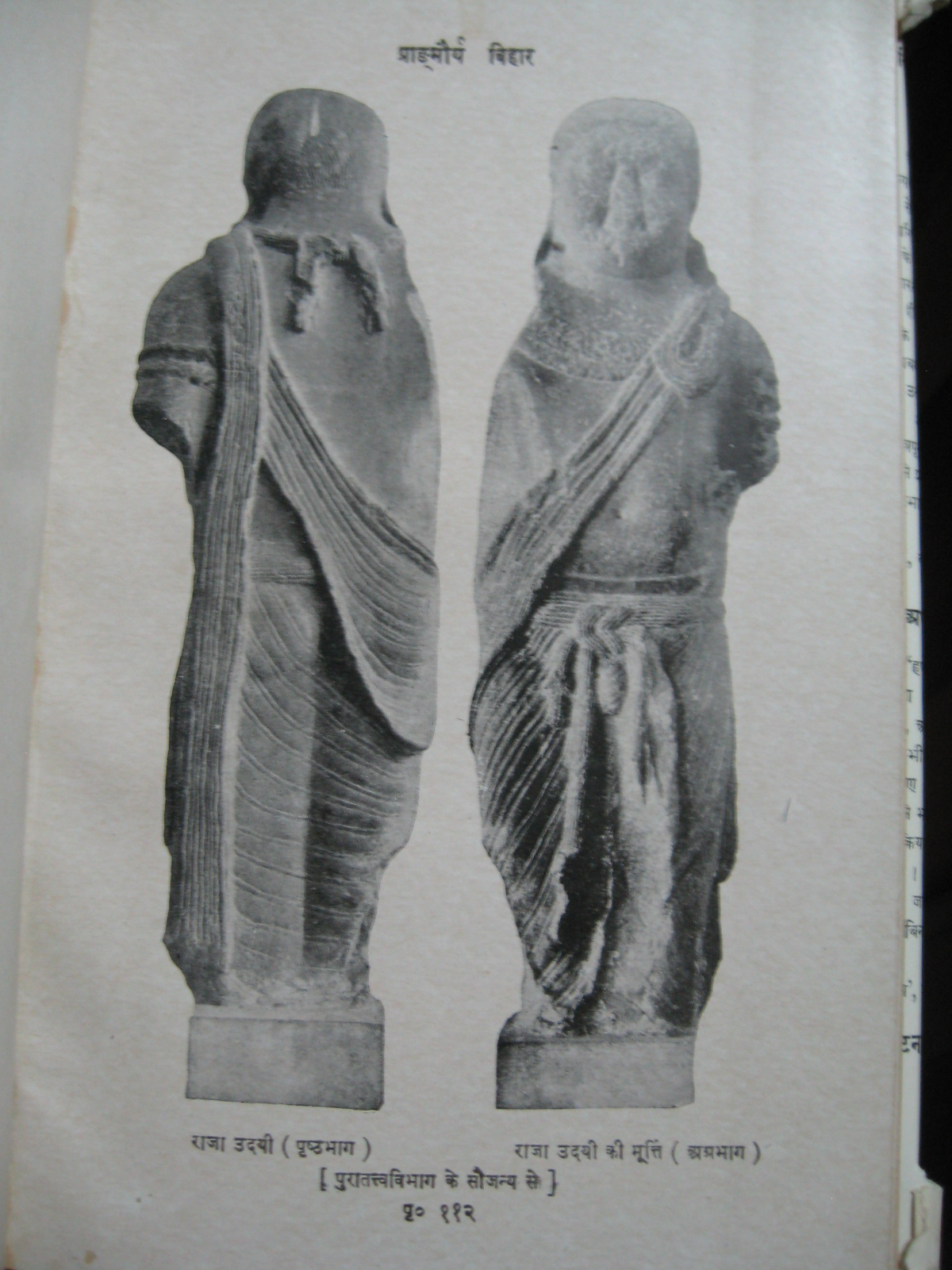
ウダーイン

ウダーイン（Udayin、在位：紀元前5世紀頃?）は古代インドに栄えたマガダ国（現在のビハール州辺り）の王。従来の首都ラージャグリハ（漢：王舎城）に代えてパータリプトラ（漢：華氏城、現在のパトナ）を築き首都とした。一説にはシシュナーガ朝の王であるが疑問視する声が強い。

## 王名と王統
ウダーインの王名、及び即位順序には諸記録による相違が激しい。ウダーインと同一人物であると考えられている王名には以下のような物がある。
- ウダーイン（Udayin プラーナ文献、ジャイナ教聖典）
- ウダーイバッダ（Udayibhadda パーリ語聖典）
- ウダーイバドラ（Udayibhadra サンスクリット語聖典）
- ウダヤバッダカ（Udayabhaddaka 『マハーヴァンサ（大史）』）

ウダーインはアジャータシャトル王の息子であったとされるが、プラーナ文献によればアジャータシャトルの次の王はダルシャカであり、ウダーインはダルシャカの跡を継いだ事になっている。しかしジャイナ教の伝説ではウダーインはアジャータシャトルの次の王である。更にダルシャカと言う名のマガダ王は実在していたと考えられており、その即位順序は正確には分かっていない。ウダーインをアジャータシャトルの後継者とする説がやや有力ではある。

## 来歴
ウダーインは即位前には副王としてチャンパーに駐屯していた。『マハーヴァンサ』によればビンビサーラを殺害したアジャータシャトルと同じく父王を殺して王座についたとされている。
ウダーインが即位した時、既にマガダ国はインド最大の勢力を誇る国家となっていたが、なおも残存する大国の1つアヴァンティ国と戦いを繰り広げた。この戦いはウダーイン治世中には完全な決着を見ることはなかったらしい。
ウダーインは治世4年目に旧来の首都ラージャグリハに代えて新都パータリプトラを造営したと伝えられている。難攻不落の要害都市ラージャグリハからガンジス川の交通の要衝パータリプトラへの遷都は、帝国として拡大するマガダ国の実情に合わせたものであったと考えられている。
ウダーインの後継者はプラーナ文献によればナンディヴァルダナであった。しかし『マハーヴァンサ』ではウダーイン（ウダヤバッダカ）は祖父ビンビサーラや父アジャータシャトルと同じように、息子アヌルッダカに殺害されて王位を奪われたとされている。
同様にして5代に亘って父王殺しが続いたのち、ついにシシュナーガ朝に取って代わられたと伝えられる。